# Robert Glass
Pour les articles homonymes, voir Glass.
Robert Glass est un ingénieur du son américain né le 4 décembre 1939 à Barre (Vermont) et mort le 21 juillet 1993 à Los Angeles (Californie).

## Biographie
Robert Glass a été retrouvé assassiné dans son logement par un de ses amis,,,.

## Filmographie (sélection)
- 1975 : Shampoo d'Hal Ashby
- 1976 : Une étoile est née (A Star is Born) de Frank Pierson
- 1976 : En route pour la gloire (Bound for Glory) d'Hal Ashby
- 1977 : Rencontres du troisième type (Close Encounters of the Third Kind) de Steven Spielberg
- 1977 : Le Convoi de la peur (Sorcerer) de William Friedkin
- 1978 : Têtes vides cherchent coffres pleins (The Brink's Job) de William Friedkin
- 1978 : Les Yeux de Laura Mars (Eyes of Laura Mars) d'Irvin Kershner
- 1979 : 1941 de Steven Spielberg
- 1980 : Les Blues Brothers (The Blues Brothers) de John Landis
- 1980 : Tom Horn de William Wiard
- 1980 : American Gigolo de Paul Schrader
- 1981 : À nous la victoire (Escape to Victory) de John Huston
- 1982 : Officier et Gentleman (An Officer and a Gentleman) de Taylor Hackford
- 1982 : E.T. l'extra-terrestre (E.T. the Extra-Terrestrial) de Steven Spielberg
- 1983 : Un fauteuil pour deux (Trading Places) de John Landis
- 1983 : Flashdance d'Adrian Lyne
- 1984 : À la poursuite du diamant vert (Romancing the Stone) de Robert Zemeckis
- 1985 : La Couleur pourpre (The Color Purple) de Steven Spielberg
- 1985 : Série noire pour une nuit blanche (Into the Night) de John Landis
- 1985 : Witness de Peter Weir
- 1986 : La Loi de Murphy (Murphy's Law) de J. Lee Thompson
- 1987 : Roxanne de Fred Schepisi
- 1989 : Mélodie pour un meurtre (Sea of Love) d'Harold Becker
- 1993 : Président d'un jour (Dave) d'Ivan Reitman
- 1993 : RoboCop 3 de Fred Dekker

## Distinctions
- Oscar du meilleur mixage de son

### Récompenses
- en 1983 pour E.T. l'extra-terrestre

### Nominations
- en 1977 pour Une étoile est née
- en 1978 pour Rencontres du troisième type et Le Convoi de la peur
- en 1979 pour La Fureur du danger
- en 1980 pour 1941